# Dyrehospital
Et dyrehospital eller dyresygehus er et sygehus, hvor dyrlæger undersøger, diagnosticerer, behandler, opererer og observerer patienterne, der – i modsætning til almindelige sygehuse – ikke er mennesker, men dyr.
Det akademiske og veterinærvidenskabelige sygehuspersonale på dyrehospitaler består af dyrlæger (herunder vagtdyrlæger, fagdyrlæger, specialdyrlæger og ph.d.'ere). Dyrlæger er overordnet ansvarlige for patienternes behandling, den daglige drift og det øvrige personale.
Det øvrige sygehuspersonale udgøres hovedsageligt af det tekniske veterinærsygeplejepersonale, som består af veterinærsygeplejersker (herunder fagveterinærsygeplejersker), veterinærsygehjælpere og dyrepassere. Veterinærsygeplejepersonalet er blandt andet beskæftiget med sekretær- og sygeplejeopgaver.
På et dyrehospital møder man også veterinærsygeplejeelever og veterinærsygehjælperelever i lære samt dyrlægestuderende fra Det Biovidenskabelige Fakultet på studieophold.
Nogle dyrehospitaler har skadestueafdelinger og har således døgnåbent med akutmodtagelse af patienter.